# 플루마
플루마(2002년 9월 25일 ~)는 대한민국의 래퍼다. 2018년 ROOKIES OF KAC 시즌5에서 우승을 차지했으며, 2019년 싱글 [Weekend]로 정식 데뷔했다.

## 방송
- 쇼미더머니 777 (2018)
- 고등래퍼 3 (2019) - Top12(10위)
- 쇼미더머니 8 (2019)
- THE KOLOR - 더 컬러 (2020)
- 고등래퍼 4 (2021) - Top16
- 쇼미더머니 10 (2021)